# Piazza della Palma
Piazza Randolfo Pacciardi, meglio conosciuta come piazza della Palma, è una piazza del centro storico di Grosseto.

## Descrizione

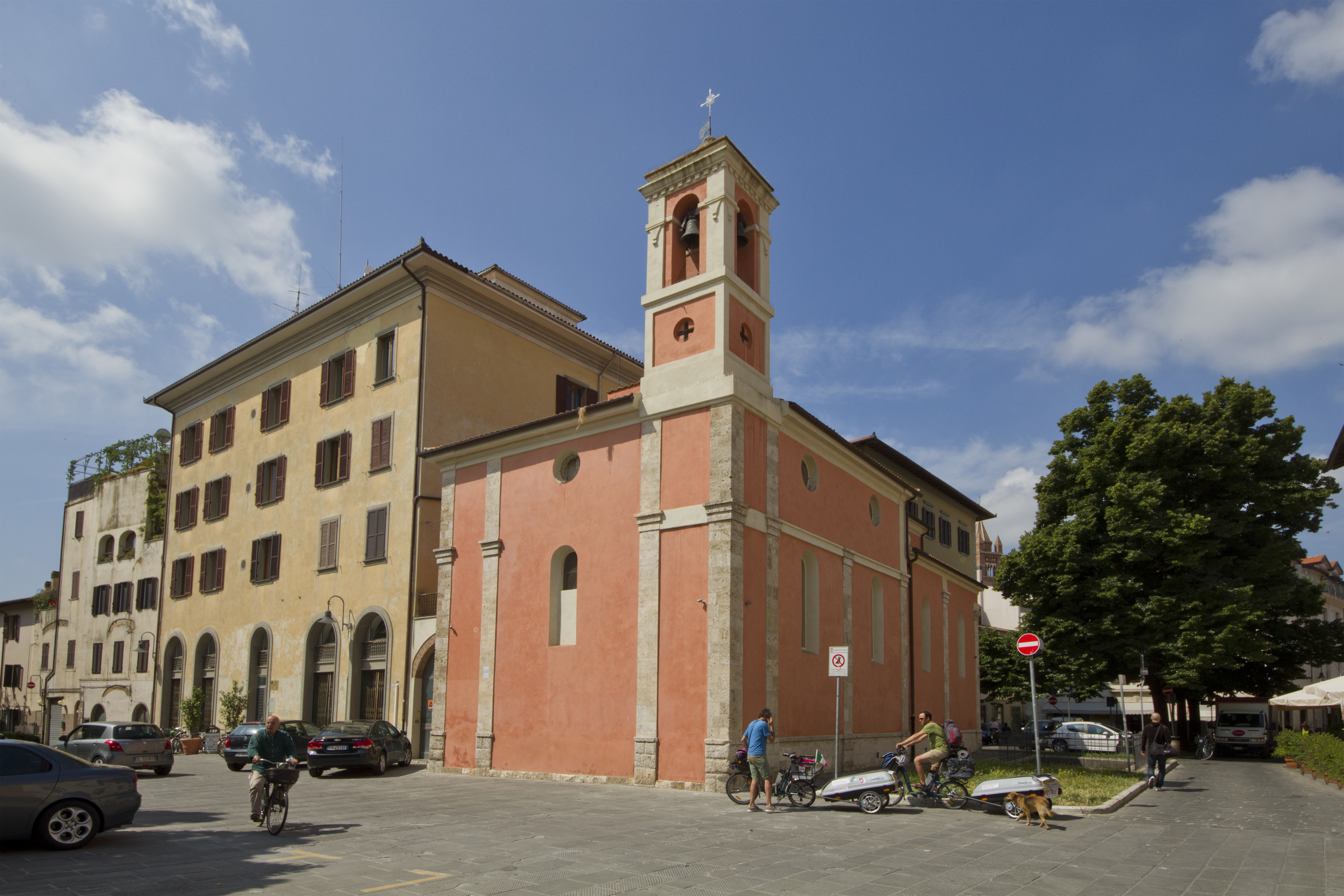
Il retro della chiesa della Misericordia e il palazzo Ponticelli

La piazza si sviluppa a forma rettangolare, con asse maggiore rivolto in direzione nord-sud. La parte nord-occidentale della piazza è delimitata da alcuni edifici e dall'area absidale e campanile della chiesa della Misericordia; in questo lato si apre il piccolo largo Carlo Gentili, che la collega senza elementi di discontinuità con l'adiacente piazza dei Martiri d'Istia. Dall'estremità settentrionale della piazza, ha origine la caratteristica e suggestiva strada Ginori, che la collega direttamente con piazza San Francesco, mentre tutto il lato settentrionale è costeggiato dalla via Garibaldi, che collega piazza della Palma con piazza Mensini. Il lato sud-orientale della piazza è invece delimitato dalla strada Corsini, su cui si affaccia il cortile di accesso al museo di storia naturale della Maremma e il retro del monumentale complesso del carcere di Grosseto.
Al centro della piazza è situata un'aiuola alberata caratterizzata dalla presenza di una palma californiana, intorno alla quale si sviluppa un parcheggio.

## Storia

### Il villaggio alto-medievale
Una serie di scavi archeologici condotti da Riccardo Francovich tra il 1998 e il 2002 ha permesso di identificare l'area di piazza della Palma con il nucleo originario della città di Grosseto: qui sono state individuate tracce di capanne e case di terra, a riprova della presenza di un insediamento stabile di medie dimensioni. Inoltre, la piazza è rialzata rispetto al livello del mare del resto del centro storico di circa 5 metri, rendendolo un posto sicuro dalle inondazioni del vicino fiume Ombrone. Tracce di strutture in legno sono state rinvenute nelle adiacenze (largo Gentili, via Garibaldi, via dell'Unione), a testimonianza che il villaggio di piazza della Palma doveva rivestire il ruolo di centro maggiore intorno a cui vertevano altri piccoli insediamenti.
Il villaggio alto-medievale era quindi sì caratterizzato da strutture in legno o terra, ma già nel IX secolo è provato che gli edifici di maggiore importanza, come le chiese, erano già realizzate in pietra: lo testimoniano le indagini archeologiche effettuate nell'area delle vicine chiese di San Giorgio e di San Pietro. Inoltre, il villaggio di capanne era probabilmente delimitato da una palizzata in legno o da un fossato, ma era ben distinto dall'area del castello signorile degli Aldobrandeschi, situato in un'altra zona della città. Tale separazione è registrata ancora nella prima metà del XII secolo: solamente nel corso del secolo successivo i due nuclei saranno racchiusi sotto un'unica cinta muraria.
La città di Grosseto è menzionata per la prima volta in un documento della diocesi di Lucca dell'anno 803, dove è ricordata come «loco Grossito», mentre in un altro documento del 973 è attestata come «curtis cum castrum». È verosimile quindi pensare che il nucleo originario della città andò a formarsi a partire dalla fine dell'VIII secolo e soltanto nel X secolo venne realizzato un sistema di difese, tanto da meritarsi l'appellativo di castrum.

### La palma e la nascita della piazza
(William Dean Howells, Italian Journeys, 1867)

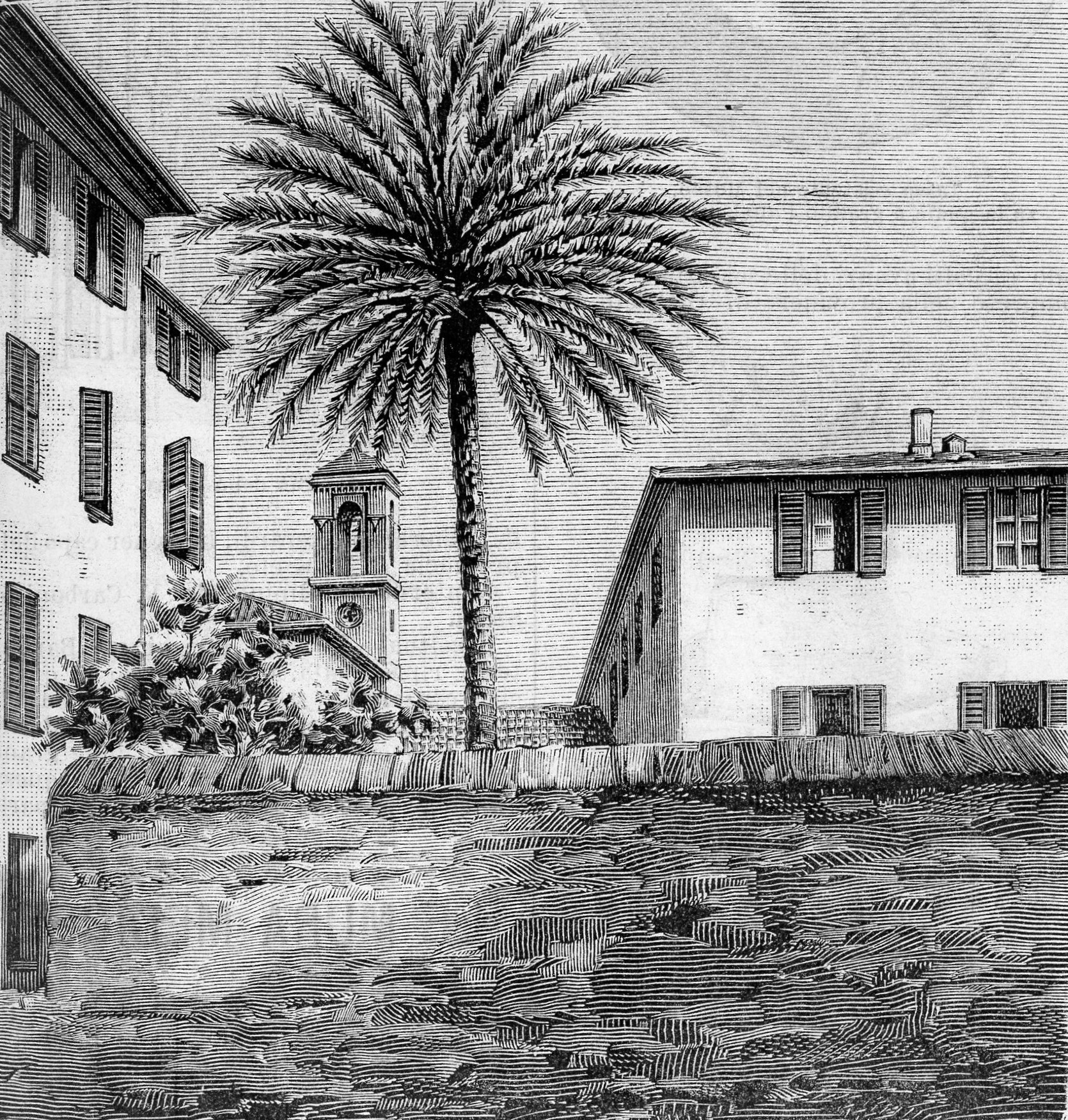
La palma nel cortile di casa Bruchi in una xilografia del 1896

La porzione del centro storico riguardante l'area di piazza della Palma fu interessata tra la seconda metà del XIX secolo e la prima metà del XX secolo da alcune opere urbanistiche: fu demolita l'antica chiesa di San Leonardo e al suo posto costruita la chiesa della Misericordia (1844); venne innalzata la possente mole delle carceri cittadine (prima del 1884); fu costruito il palazzo Ponticelli insieme ad altri edifici coevi (1914); fu ampliata la struttura dell'asilo infantile Vittorio Emanuele (1917), già in sede dal 1879.
Nel luogo esatto dove sorgerà la piazza si trovava all'inizio del XX secolo un isolato costituito dal palazzo proprietà di Egidio Bruchi, sindaco liberale di Grosseto, nel cui cortile era piantata una palma che la tradizione dice risalente al 1796; la stessa pianta era già stata descritta nel 1867 dallo scrittore americano William Dean Howells nel suo Italian Journeys. Il 14 febbraio 1937 un violento temporale si abbatté su Grosseto e la palma di casa Bruchi si spezzò per il forte vento di levante, addolorando «tutti i cittadini abituati oramai a vederla decorare quell'angolo quieto di Grosseto», in quanto «con la chioma ben ravviata, con i regolari nodi lungo il flessibile tronco, dava un tono orientale alla piazza», come si legge su un articolo della Nazione di quell'anno. Nel luglio dello stesso anno, tuttavia, Egidio Bruchi si procurò una nuova palma da datteri e la piantò nuovamente sul luogo della precedente, di fianco al troncone rimasto nel terreno della palma settecentesca. Tuttavia, il palazzo Bruchi fu distrutto durante uno dei bombardamenti del 1943: il palazzo non sarà mai ricostruito e la sua totale demolizione permise infine la rimozione dell'isolato e la nascita della piazza. Una nuova palma venne ripiantata in ricordo delle precedenti scomparse.

### La piazza contemporanea

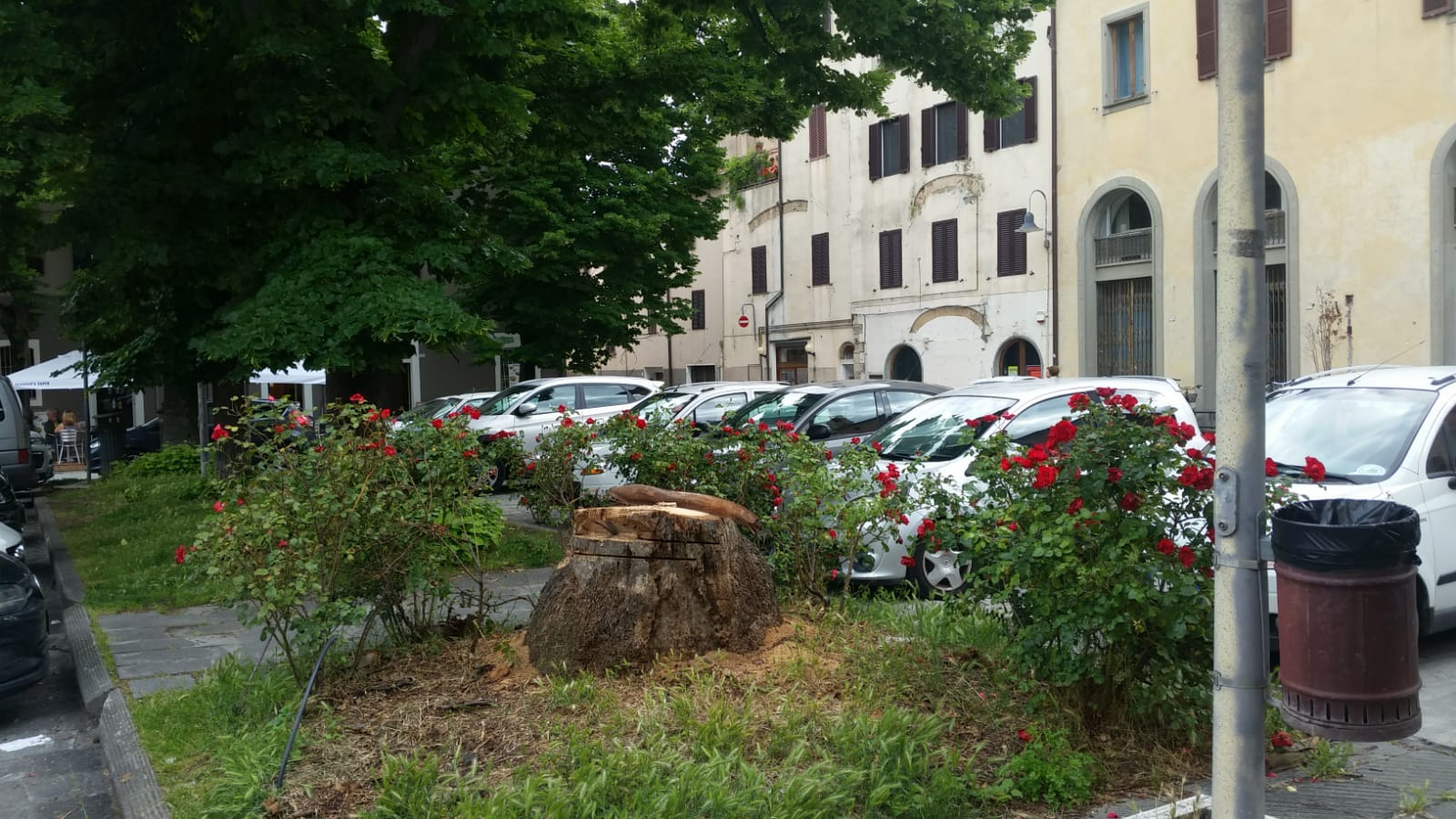
La palma abbattuta nel maggio 2019

Nel 2001 la piazza venne intitolata al politico maremmano Randolfo Pacciardi, ma è ancora maggiormente nota con il nome di piazza della Palma. Iniziò anche a farsi strada l'ipotesi di rendere la piazza esclusivamente pedonale e spostare il parcheggio che vi si trova all'esterno delle mura cittadine: fu presentato all'amministrazione un progetto per la pedonalizzazione della piazza che prevedeva la realizzazione di sette capanne semoventi per attività commerciali o culturali, in ricordo dell'antico nucleo originario della città, ma tale proposta venne successivamente bocciata. I progressivi tentativi di rendere la piazza pedonale da parte della giunta guidata dal sindaco Emilio Bonifazi non dettero alcun esito.
La palma al centro della piazza, ormai deceduta a causa del punteruolo rosso (Rhynchophorus ferrugineus), è stata abbattuta il 27 maggio 2019. Pur non essendo prevista inizialmente una sostituzione, in seguito alle rimostranze della popolazione e alle proposte di donazioni da parte di alcuni vivaisti locali, l'amministrazione comunale ha iniziato a valutare la piantumazione di una nuova palma in luogo della precedente. Il 18 febbraio 2020 è stato rimosso il ceppo della vecchia palma delle Canarie ed è stata piantata una palma della California, specie più resistente agli attacchi del punteruolo, donata da Paolo Degli Innocenti di Conad.

## Edifici

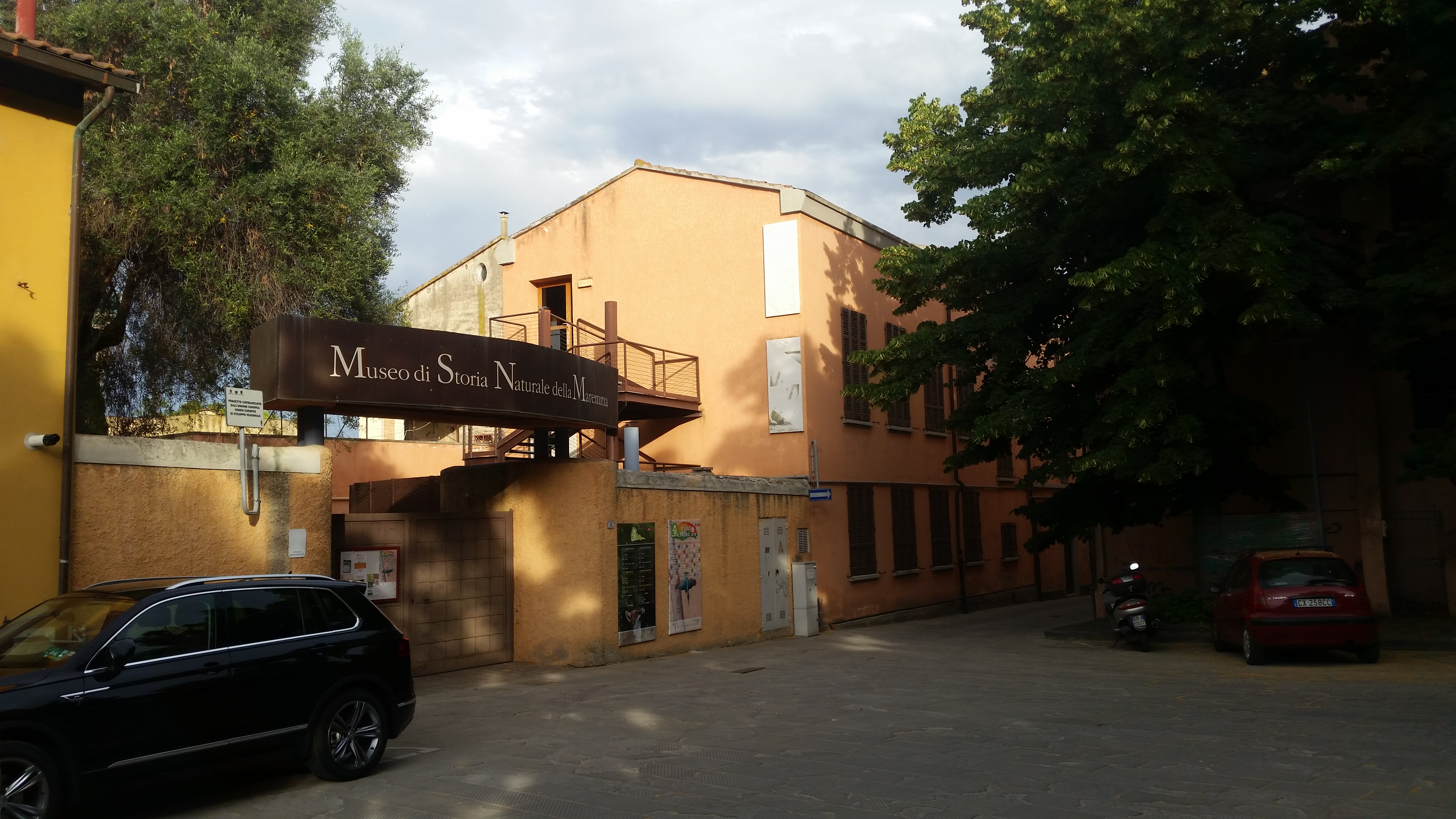
L'ingresso del Museo di storia naturale della Maremma

- Museo di storia naturale della Maremma, importante museo inaugurato nel 2009 all'interno della struttura situata sul lato sud-occidentale della piazza, dove si apre la strada Corsini, un tempo sede dell'ex asilo infantile Vittorio Emanuele, prima scuola materna laica di Grosseto. L'edificio è ricordato nelle planimetrie della piazza a partire dal 1823; nel 1860 è ancora ricordato come "casa". La scuola materna fu inaugurata il 9 gennaio 1879. Dopo la chiusura dell'asilo, la struttura subì una fase di degrado, fino a quando, nel 1993, il Comune di Grosseto decise di utilizzarlo come sede del museo, iniziando così i lavori di riqualificazione dell'edificio.[6]

- Palazzo Ponticelli, situato sul lato sud-orientale della piazza, è stato costruito nel 1914 ed era l'abitazione del ricco proprietario terriero Guglielmo Ponticelli. Si presenta come un imponente edificio con la caratteristica torretta. Attualmente ospita alcuni uffici istituzionali.[5]

- Chiesa della Misericordia, posizionata sul lato nord-occidentale, vede solamente il retro con l'abside ed il campanile affacciarsi sulla piazza, mentre la facciata principale della chiesa dà invece sull'adiacente piazza dei Martiri d'Istia. La chiesa, intitolata a San Giovanni Battista e sede dell'Arciconfraternita della Misericordia, fu costruita tra il 1844 e il 1851, ed ha subito alcuni rifacimenti nel 1868. L'edificio sorge sul luogo dove era situata la più antica chiesa di San Leonardo, demolita nel 1844.[23] È stata oggetto di restauro nel 2010.[24]

- Carcere di Grosseto: il monumentale complesso delle carceri si affaccia lungo l'anello viario della storica strada del Giuoco del Cacio, l'odierna via Saffi, ma il suo retro con il cortile delimita il lato sud-orientale della piazza, adiacente al palazzo del museo di storia naturale. Si tratta di un'imponente costruzione documentata dal 1884.[4]